# Estatus de Protección Temporal
El Estatus de Protección Temporal (inglés: Temporary Protected Status; acrónimo: TPS) lo otorga el gobierno de los Estados Unidos a los nacionales elegibles de países designados, según lo determine el Secretario de Seguridad Nacional, que están presentes en los Estados Unidos. En general, el Secretario de Seguridad Nacional puede otorgar estatus de protección temporal a personas que ya están presentes en los Estados Unidos y que son nacionales de un país que experimenta un conflicto armado en curso, un desastre ambiental o cualquier condición temporal o extraordinaria que impediría que el nacional extranjero regrese de forma segura y asimilándose a su deber. El estatus de protección temporal permite a los beneficiarios vivir y, en algunos casos, trabajar en los Estados Unidos por un período de tiempo limitado. A partir de marzo de 2022, hay más de 400.000 nacionales extranjeros en Estatus de Protección Temporal.

## Historia
En 1990, como parte de la Ley de Inmigración de 1990 ("IMMACT"), PL 101–649, el Congreso estableció un procedimiento mediante el cual el Fiscal General puede otorgar estatus de protección temporal a inmigrantes en los Estados Unidos que temporalmente no pueden regresar de manera segura a su país de origen debido a un conflicto armado en curso, un desastre ambiental u otras condiciones extraordinarias y temporales.
El 1 de marzo de 2003, de conformidad con la Ley de Seguridad Nacional de 2002, Ley Pública 107-296, el antiguo Servicio de Inmigración y Naturalización (INS) del Departamento de Justicia se dividieron en tres agencias diferentes dependientes del Departamento de Seguridad Nacional, a saber, Servicio de Control de Inmigración y Aduanas de EE. UU. (ICE), Servicio de Ciudadanía e Inmigración de los Estados Unidos (USCIS) y Aduanas y Protección Fronteriza de EE. UU. (CBP). A partir de octubre de 2017, la autoridad para designar un país para el estatus de protección temporal recae en el Secretario de Seguridad Nacional de los Estados Unidos.
Los beneficiarios de TPS y aquellos que son preliminarmente elegibles para TPS tras la revisión inicial de sus casos no son expulsables de los Estados Unidos, pueden obtener autorización de empleo (con un Documento de Autorización de Empleo (EAD)) y se les puede otorgar autorización de viaje a través del Formulario I-131, Solicitud de Documento de Viaje.
En 2017, el programa de estatus de protección temporal cubría a personas de diez países: El Salvador, Haití, Honduras, Liberia, Nepal, Nicaragua, Somalia, Sudán, Sudán del Sur, Siria y Yemen. En noviembre de 2017, alrededor de 300.000 nacionales extranjeros recibían protección bajo el estatus de protección temporal. Algunos han estado en los Estados Unidos desde la década de 1990.
La Salida Forzosa Diferida (DED) es un estado similar al estado de protección temporal. Cubre a quienes anteriormente tenían TPS de ciertos países antes de su terminación. Está activo para Liberia hasta el 30 de marzo de 2020 y cubre a aquellos que tenían TPS al momento de la terminación de la segunda designación más reciente de TPS para liberianos el 30 de septiembre de 2007. Liberianos cubiertos por DED, así como algunos liberianos no cubiertos por el DED, puede ser elegible para el estatus de residente permanente (una Tarjeta Verde) bajo la legislación recientemente promulgada conocida como Ley de Equidad en la Inmigración de Refugiados de Liberia (LRIF).
La administración Trump intentó poner fin al estatus de protección temporal para ciertas personas de determinadas nacionalidades, mientras que los grupos de defensa recomendaron en cambio que a las personas con estatus de protección temporal se les permitiera solicitar el estatus de residencia permanente.
El caso Sánchez v. Mayorkas de la Corte Suprema de los Estados Unidos de 2021 afirmó que el estatus de protección temporal solo otorgaba estatus legal para permanecer en el país y no equivalía a la admisión legal al país. Por lo tanto, aquellos inmigrantes que ingresaron ilegalmente al país pero recibieron un estatus de protección temporal no son elegibles para solicitar el estatus de residente permanente simplemente en virtud de su estatus de protección temporal.

## Elegibilidad
La designación de los nacionales de un país para el estatus de protección temporal permite que todos los nacionales de ese país que se encuentran en los Estados Unidos el día de la designación soliciten el estatus de protección temporal. Cualquier persona de ese país que ingrese después de esa fecha no es elegible. Cuando el estatus llega a su vencimiento, el Fiscal General de los Estados Unidos puede optar por volver a designarlo, permitiendo a los nacionales de ese país que han ingresado desde la designación original solicitarlo, o extenderlo, lo que simplemente permite a los destinatarios anteriores mantener su estatus hasta el nueva fecha de vencimiento.
Una persona que es nacional de un país, o una persona que no tiene nacionalidad y que residió habitualmente por última vez en ese país, designada para el estatus de protección temporal es elegible para solicitar beneficios del estatus de protección temporal si él o ella:
- Establece la presencia física continua necesaria y la residencia continua en los Estados Unidos según lo especificado en cada designación;
- No está sujeto a ninguna de las prohibiciones penales, relacionadas con la seguridad o de otro tipo para obtener un estatus de protección temporal; y
- Aplica para el estatus de protección temporal dentro del período de tiempo especificado. Si el Fiscal General de los Estados Unidos extiende una designación de estado de protección temporal más allá del período de designación inicial, el beneficiario debe volver a registrarse oportunamente para mantener sus beneficios de estado de protección temporal bajo el programa de estado de protección temporal.

Una persona no es elegible para el estatus de protección temporal si él o ella:
- Ha sido condenado por cualquier delito grave o dos o más delitos menores cometidos en los Estados Unidos;
- Es una persona que ordenó, incitó, ayudó o participó de otro modo en la persecución de cualquier persona por motivos de raza, religión, nacionalidad, pertenencia a un grupo social particular u opinión política, o que de otro modo esté sujeta a una de las prohibiciones de asilo; o
- Está sujeto a uno de varios motivos de inadmisibilidad relacionados con delitos o terrorismo para los cuales no hay una exención disponible.

El registro inicial tardío está disponible para aquellos que no presentaron su solicitud durante el período de registro inicial de la designación de estado de protección temporal de un país. Además de cumplir con todos los demás requisitos para el estatus de protección temporal por derecho propio (residencia, presencia física, etc.), un solicitante de registro inicial tardío debe establecer su elegibilidad para presentar una solicitud tardía demostrando que existían una o más de las condiciones de presentación tardía durante el período de registro inicial y también dentro de los 60 días posteriores a la presentación tardía de la solicitud inicial de estatus de protección temporal. Los hijos y cónyuges de personas elegibles para el estatus de protección temporal no pueden derivar residencia continua o presencia física continua de sus padres o cónyuges para presentaciones iniciales tardías.

## Autorización de empleo
Los solicitantes de TPS son elegibles para recibir un Documento de Autorización de Empleo (EAD) basado en el estado de protección temporal solo si tienen un Formulario I-821 inicial pendiente o aprobado (solicitud de estado de protección temporal). La Categoría C19 aparece en los documentos de autorización de empleo emitidos mientras el Formulario I-821 inicial está pendiente de aprobación o denegación; por lo tanto, recibir un Documento de autorización de empleo C19 no significa que al solicitante se le haya otorgado el estatus de protección temporal. La categoría A12 aparece en los documentos de autorización de empleo emitidos después de que se haya aprobado el Formulario I-821 inicial.
Durante el período por el cual un país ha sido designado para el TPS, los beneficiarios podrán permanecer en los Estados Unidos y podrán obtener autorización de trabajo. Una persona en estatus de protección temporal se considera en "estado legal de no inmigrante". El estatus de protección temporal no proporciona un camino hacia el estatus de residente permanente (tarjeta verde) o la ciudadanía estadounidense.
Los TPS generalmente se designan por entre 6 y 18 meses seguidos para cada país; una vez transcurrido ese tiempo, el estatus expira y sus beneficiarios vuelven al mismo estatus migratorio que mantenían antes del TPS (a menos que ese estatus haya expirado desde entonces). En consecuencia, si un inmigrante no tenía un estatus legal antes de recibir el estatus de protección temporal y no obtuvo ningún otro estatus legal durante la designación del estatus de protección temporal, la persona vuelve al estatus ilegal al expirar esa designación de estatus de protección temporal. Sin embargo, la documentación de autorización de empleo (EAD) o los avisos de aprobación de TPS que parecen contener fechas de validez vencidas pueden extenderse automáticamente sin la necesidad de presentar un nuevo Formulario I-821 o Formulario I-765 por los Avisos del Registro Federal (FRN) más recientes para cada país.

## Denegación o retirada de la solicitud
El Servicio de Ciudadanía e Inmigración de los Estados Unidos (USCIS) pueden retirar el TPS si la persona no era originalmente elegible o ya no es elegible; si la persona salió de los EE. UU. sin haber recibido primero el permiso adelantado desde que se le otorgó el estatus; o si la persona no se vuelve a registrar dentro de los 30 días siguientes al final de cada período de 12 meses de estatus, a menos que exista una buena causa.
Mientras la designación actual de TPS para el país del registrante permanezca activa, el retiro del TPS debe realizarse mediante notificación por escrito a la persona por parte de USCIS.
Los solicitantes no son elegibles para presentar una reinscripción de la solicitud de TPS si su Formulario I-821 inicial ha sido denegado o si el Servicio de Ciudadanía e Inmigración de los Estados Unidos han retirado su aprobación previa de su TPS. La extensión automática de la validez de cierta documentación del TPS para los países cubiertos por las medidas cautelares/litigios (El Salvador, Nicaragua, Haití, Sudán, Honduras y Nepal) tampoco se aplica a nadie cuyo TPS haya sido retirado formalmente por el USCIS.
Sin embargo, si se le ha negado o retirado el estatus de protección temporal, es posible presentar otro Formulario I-821 inicial. USCIS tratará el nuevo Formulario I-821 inicial como una solicitud de registro inicial tardía. Se deben pagar las tarifas de solicitud inicial completas para todos los Formularios I-821 iniciales múltiples, y en la Parte 1 del nuevo Formulario I-821 inicial, se debe seleccionar la Casilla A.
Si USCIS aprueba un Formulario I-821 inicial posterior, se establecerá o restaurará el estado de protección temporal del solicitante y, posteriormente, podrá presentar solicitudes de reinscripción.
Alternativamente, un solicitante cuyo estatus de protección temporal ha sido negado o retirado puede seguir las instrucciones proporcionadas en el Aviso de Denegación o Retiro para presentar un Formulario I-290B (Aviso de Apelación o Moción) o, si corresponde, solicitar una revisión de novo del TPS. elegibilidad ante un Juez de Inmigración en procedimientos de deportación o exclusión.

## Mandamientos judiciales
Las decisiones previamente anunciadas por el Departamento de Seguridad Nacional (DHS) de terminar el TPS para El Salvador, Nicaragua, Sudán, Haití, Honduras y Nepal a partir de ciertas fechas están siendo cuestionadas en el sistema judicial. En los últimos dos años se han tomado algunas decisiones parciales respecto de Sudán, Nicaragua, Haití y El Salvador. Específicamente:
El 3 de octubre de 2018, en Ramos, et al. v. Nielsen, et al., N.º 18-cv-01554 (ND Cal. 3 de octubre de 2018), el Tribunal de Distrito de EE. UU. para el distrito Norte de California prohibió al DHS implementar y hacer cumplir las decisiones para terminar el TPS para Sudán, Nicaragua, Haití y El Salvador. A partir de septiembre de 2020, el Tribunal de Apelaciones del Noveno Circuito tomó la decisión de prohibir temporalmente al DHS despedir a cualquier beneficiario que sea de los países enumerados anteriormente. Dada esta decisión, los beneficiarios deberán permanecer en los Estados Unidos hasta el 31 de diciembre de 2022, lo cual fue reconocido y confirmado por el DHS. Además, el DHS publicó un Aviso oficial del Registro Federal ("FRN") que indicaba que los siguientes documentos se extenderán automáticamente hasta diciembre de 2022: Documentos de autorización de empleo (EAD), Formulario I-797, Aviso de Acción (también conocido como Aviso de Aprobación), Formulario I-94, Registro de Llegada y Salida (otra documentación de elegibilidad para TPS).
En 2019, los estatus de los beneficiarios del TPS, de Honduras y Nepal, fueron amenazados por el DHS de manera similar a los de los beneficiarios del TPS de Nicaragua, Sudán, Haití y El Salvador. Debido a que los casos eran muy parecidos, un juez del Tribunal de Distrito de los Estados Unidos para el distrito Norte de California decidió vincular este caso al de Ramos v. Nielsen. Al hacerlo, el DHS no estaba en posición de rescindir el estatus de beneficiario en los EE. UU. hasta que eso se resolviera. Ahora—porque el futuro de los beneficiarios de Honduras y Nepal depende de lo que pase con los beneficiarios de Haití, El Salvador, Sudán y Nicaragua; La decisión final que vendrá en el futuro para Ramos v. Nielsen determinará lo que sucederá con los beneficiarios del TPS de Haití, Sudán, Nicaragua, El Salvador, Honduras y Nepal.
Con respecto a la adición de Venezuela, Siria y Birmania (también conocida como Myanmar) como países cuyos nacionales son elegibles para convertirse en beneficiarios del TPS, el DHS ha ampliado el período de registro inicial de 180 días a 18 meses, a partir de agosto de 2021. haciendo cumplir estrictamente que las extensiones ni la presentación de solicitudes después del período de tiempo dado no serán consideradas ni rechazadas.
Las tablas "Prórroga Automática de EAD Emitidos Bajo las Designaciones de TPS para El Salvador, Haití, Honduras, Nepal, Nicaragua y Sudán" y "Prórroga Automática de los Formularios I-94 y Formularios I-797" en los Avisos del Registro Federal más recientes (FRN) para estos países indican si la validez de los Documentos de Autorización de Empleo (EAD) de los solicitantes de TPS actuales, los avisos de aprobación I-821 de TPS o los I-94 se ha extendido automáticamente sin necesidad de presentar un nuevo Formulario I-821 o o Formulario I-765. La sección "Extensión del Documento de Autorización Automática de Empleo (EAD)" de cada una de las páginas web de TPS específicas por país del Servicio de Ciudadanía e Inmigración de EE. UU. (USCIS) también establece qué EAD previo, aviso de aprobación y fechas de finalización de validez del I-94 tienen se ha extendido automáticamente sin necesidad de volver a presentar la solicitud, siempre y cuando los beneficiarios sigan siendo elegibles para el TPS y las órdenes judiciales no se eliminen ni actualicen en nombre del tribunal.
Aquellos cuyos documentos de TPS se hayan extendido automáticamente pueden mostrar su documentación existente y una copia del FRN correspondiente a empleadores y agencias como verificación de su TPS continuo y autorización de empleo. Los registratarios cuyos EAD, avisos de aprobación I-821 o I-94 se hayan extendido automáticamente no reciben ninguna notificación ni documentación relativa a la extensión de validez que no sea el propio FRN.

### Impacto
Los solicitantes de registro que están a punto de perder potencialmente el TPS si se cancela el TPS para su país y no se continúa con base en una orden judicial tienen varias opciones. El funcionario salvadoreño Roberto Lorenzana estima que aproximadamente la mitad serán elegibles para solicitar la residencia permanente. Se espera que muchos permanezcan ilegalmente en los Estados Unidos. Sin embargo, se espera que aquellos que eligen permanecer ilegalmente en los Estados Unidos sean mucho más fáciles de deportar que la mayoría de los inmigrantes indocumentados porque el gobierno conoce su hogar y lugar de trabajo a través del proceso de solicitud del estatus de protección temporal.
César Ríos, del Instituto Salvadoreño del Migrante, estima que, como máximo, el 15% de los salvadoreños con estatus de protección temporal regresarán a El Salvador si su estatus termina. Algunos han considerado mudarse a Canadá. El gobierno de El Salvador ha estado en conversaciones con el gobierno de Catar sobre algunos de aquellos que anteriormente estaban bajo estatus de protección temporal que trabajan temporalmente en Catar.
Los Estados Unidos ha llegado a un acuerdo con El Salvador para limitar el número de vuelos de deportación a ocho por semana, cada uno con una capacidad máxima de 135 personas. Esto sitúa el número máximo de deportaciones en 56.000 salvadoreños al año.
Los dueños de negocios y los gobiernos locales en los Estados Unidos han expresado su preocupación por el impacto económico de la posible aplicación de las terminaciones del TPS en industrias que dependen de trabajadores en los Estados Unidos bajo estatus de protección temporal. Se espera que la deportación cause perturbaciones en El Salvador y aumente la inmigración ilegal de El Salvador a los Estados Unidos.
Un estudio de 2017 realizado por el Immigrant Legal Resource Center encontró que eliminar el estatus de protección temporal de haitianos, salvadoreños y hondureños disminuiría los ingresos del Seguro Social y Medicare en $6.9 mil millones, disminuiría el Producto Interno Bruto en $45.2 mil millones e incurriría en costos de deportación de $3.1 mil millones en 10 años. años.
También existe la preocupación de que si se cancela el TPS para un gran número de solicitantes de registro que ahora han vivido y trabajado en los Estados Unidos durante décadas bajo el programa, numerosos niños ciudadanos estadounidenses que actualmente residen con sus padres o tutores registrados en el TPS y dependen de ellos se verán afectados.

## Nacionales

### Países con nacionales bajo estatus de protección temporal
- Afganistán — desde el 16 de marzo de 2022, debido a la violencia en torno a la toma de poder de los Talibanes y la insurgencia del ISIS-K; programado para finalizar el 20 de mayo de 2025.[35][36]

- Camerún — desde el 15 de abril de 2022; en respuesta a la insurgencia de Boko Haram y la Crisis Anglófona; programado para finalizar el 7 de junio de 2025.[37][38]

- El Salvador — desde el 9 de marzo de 2001; en respuesta a los terremotos de enero de 2001 y febrero de 2001 en El Salvador; programado para finalizar el 9 de marzo de 2025; Los salvadoreños también tenían TPS en los años 1990.[39][41]

- Etiopía — desde el 12 de diciembre de 2022, debido tanto a la violencia como a la crisis humanitaria que provocó "grave escasez de alimentos, inundaciones, sequías y desplazamientos"; programado para finalizar el 12 de diciembre de 2025.[42][43]

- Haití — desde el 23 de julio de 2011; en respuesta al terremoto de Haití de 2010;[44][45][46] programado para finalizar el 3 de agosto de 2025.[39]

- Honduras — desde el 5 de enero de 1999; en respuesta al Huracán Mitch en noviembre de 1998;[47] programado para finalizar el 5 de enero de 2025.[48][50]

- Myanmar — desde el 25 de mayo de 2021, en respuesta al Golpe de Estado de Myanmar de 2021; programado para finalizar el 25 de noviembre de 2025.[51][52]

- Nepal — desde el 24 de junio de 2015; en respuesta a las condiciones resultantes del devastador terremoto de magnitud 7,8 de abril de 2015 en Nepal y las réplicas posteriores; programado para finalizar el 24 de junio de 2025.[53][39]

- Nicaragua — desde el 5 de enero de 1999; en respuesta al Huracán Mitch en noviembre de 1998; programado para finalizar el 5 de julio de 2025.[39][41]

- Siria — desde el 29 de marzo de 2012; en respuesta a la actual guerra civil siria; extendido hasta el 30 de septiembre de 2025.[54][55]

- Somalia — desde el 16 de septiembre de 1991; en respuesta a la actual guerra civil somalí; programado para finalizar el 17 de septiembre de 2024.[56][57][58]

- Sudán — desde el 3 de mayo de 2013; en respuesta al actual conflicto Sudanés en Kordofán del Sur y el Nilo Azul; programado para finalizar el 19 de abril de 2025.[39]

- Sudán del Sur — desde el 25 de enero de 2016, en respuesta a la actual Guerra Civil Sursudanesa; extendido hasta el 3 de mayo de 2025.[59][60]

- Ucrania — desde el 3 de marzo de 2022; en respuesta a la Guerra Ruso-Ucraniana; programado para finalizar el 19 de abril de 2025.[2][61]

- Yemen — desde el 3 de septiembre de 2015; en respuesta a la actual Guerra Civil Yemení;[62] prorrogado hasta el 3 de septiembre de 2024.[63][64][65]

### Países con nacionales que anteriormente estaban bajo estatus de protección temporal
- Angola — 29 de marzo de 2000 – 29 de marzo de 2003 en respuesta a la guerra civil angoleña[13]

- Bosnia y Herzegovina — agosto de 1992 – febrero de 2001 en respuesta a la Guerra Bosnia[13]

- Burundi — 4 de noviembre de 1997 – 2 de mayo de 2009 en respuesta a la Guerra Civil Burundesa[13]

- Guinea — 21 de noviembre de 2014 – 25 de abril de 2017 en respuesta al brote de Ébola de 2014[13][66]

- Kosovo — junio de 1998 – diciembre de 2000 en respuesta a la guerra de Kosovo[13]

- Kuwait — marzo de 1991 – marzo de 1992 en respuesta a la invasión Iraquí de Kuwait[13]

- Líbano — marzo de 1991 – marzo de 1993 en respuesta a las secuelas de la guerra civil libanesa[13][67]

- Liberia — 21 de noviembre de 2014 – 25 de abril de 2017 en respuesta a un brote de Ébola;[13][66] una designación anterior de TPS para Liberia terminó el 30 de septiembre de 2007, y es esa designación anterior la que hace que los titulares de TPS en ese momento sean elegibles para la Salida Forzada Diferida.

- Montserrat — 1997 – febrero de 2005 en respuesta a la erupción de las Colinas Soufrière[68][69][71]

- Ruanda — junio de 1995 – diciembre de 1997 en respuesta al genocidio Ruandés[13]

- Sierra Leona — 4 de noviembre de 1997 – 3 de mayo de 2004 en respuesta a la Guerra Civil Sierraleonesa[13][72] y 21 de noviembre de 2014 – 25 de abril de 2017 en respuesta a un brote de Ébola[13][66]
- Venezuela — 31 de julio de 2023 – 2 de febrero de 2025, por crisis socioeconómica y política.[73][74][75]